# Ada Del Vecchio Guelfi
Ada Del Vecchio (Bari, 9 aprile 1921 – Bari, 26 febbraio 2002) è stata una politica italiana.

## Biografia
Nata in una famiglia antifascista residente nel capoluogo di regione pugliese, nel 1946 si iscrive al Partito Socialista Italiano. Nel 1950 conosce il futuro marito, Aramis Guelfi, responsabile del Partito Comunista Italiano di Livorno e trasferito da poco tempo a Bari. In quell'anno si sposa con Guelfi e decide di fare parte della compagine comunista.
Eletta alla Camera dei deputati nella II legislatura, viene confermata nella III, subentrando al defunto Nicola Musto. In quegli anni la sua azione politica è indirizzata al riconoscimento dei diritti delle donne lavoratrici.
Nel 1963 si allontana dalla linea del partito, confluendo nel Partito Socialista Democratico Italiano di Giuseppe Saragat, seguita dal marito precedentemente espulso dal PCI. Nel 1969 è nuovamente nel PSI, assume anche responsabilità sindacali nella federazione UIL.
Muore all'età di 80 anni, nel febbraio 2002.